# Вонвал (Лодзинське воєводство)
Вонвал (пол. Wąwał) — село в Польщі, у гміні Томашув-Мазовецький Томашовського повіту Лодзинського воєводства.
Населення — 1031 особа (2011).
У 1975-1998 роках село належало до Пйотрковського воєводства.

## Демографія
Демографічна структура станом на 31 березня 2011 року:
|          | Загалом | Допрацездатний вік | Працездатний вік | Постпрацездатний вік |
| -------- | ------- | ------------------ | ---------------- | -------------------- |
| Чоловіки | 511     | 119                | 354              | 38                   |
| Жінки    | 520     | 123                | 308              | 89                   |
| Разом    | 1031    | 242                | 662              | 127                  |